# Zoe McLellan
Pour les articles homonymes, voir McLellan.
Zoe McLellan est une actrice américaine, née le 6 novembre 1974 dans le quartier de La Jolla à San Diego, en Californie. Elle se fait connaître grâce aux rôles dans les séries télévisées JAG, Dirty Sexy Money et NCIS : Nouvelle-Orléans.

## Biographie

### Jeunesse et formation
Zoe McLellan naît  dans le quartier de La Jolla à San Diego, en Californie. Elle déménage avec ses parents à Port Orchard dans l'État de Washington. 
Jeune, elle suit le South Kitsap High School.

### Carrière
En 1994, elle fait ses débuts au cinéma à 20 ans dans Imaginary Crimes avec Harvey Keitel.
En 1996, elle décroche un petit rôle dans la série JAG. D'abord récurrent, son personnage devient régulier à partir de la septième saison jusqu’à la 10e et dernière saison. Elle y interprète l’ancien Quartier Maître Jennifer Coates, dernière recrue de l’équipe d’avocats spécialistes des affaires internes de l'US Navy.
En parallèle, elle joue dans quelques films, comme Donjons et Dragons (2000), où elle incarne Marina, l’une des membres de la Congrégation des Mages. Après l'arrêt de JAG, elle fait son retour à la télévision dans Dirty Sexy Money. Elle y incarne Lisa, épouse de Nick George, l’homme de main de la richissime et impitoyable famille Darling. La série est très vite annulée. Elle continue sa carrière télévisuelle en jouant les guests dans Dr House ou Mentalist.
Dès 2014, elle interprète l’agent spécial Meredith Brody, l'un des personnages principaux de NCIS : Nouvelle-Orléans, série dérivée de NCIS. Comme souvent avec Donald P. Bellisario, l'actrice incarne deux personnages différents dans un même univers de fiction car NCIS est le spin-off de JAG dans laquelle Zoe McLellan incarnait Jennifer Coates

### Vie privée
En 2012, Zoe McLellan est mariée à l'acteur belge Jean-Pierre Gillain, dit JP Gillain, avec qui elle a un enfant, Sebastian Gillain. Le couple divorce en 2016.
En janvier 2021, Zoe McLellan disparaît avec son enfant. En juillet de la même année, elle est recherchée pour avoir enlevé son fils,.

## Filmographie

### Longs métrages
- 1994 : Imaginary Crimes d'Anthony Drazan : une fille d'Edgemont
- 1995 : Professeur Holland (Mr. Holland's Opus) de Stephen Herek : fille n°4
- 1997 : Les Années rebelles (Inventing the Abbotts) de Pat O'Connor : Sandy
- 1999 : Le prix du mensonge (Stonebrook) de Byron W. Thompson : Londyn
- 2000 : Donjons et Dragons (Dungeons & Dragons) de Courtney Solomon : Marina Pretensa
- 2006 : Conversations with God de Stephen Deutsch : Zoe
- 2009 : Reunion d'Alan Hruska : Averil
- 2014 : Back to L.A. de Pablo Fernandez : Alice
- 2016 : One Fall de Marcus Dean Fuller : Julie Gardner
- 2019 : Le Pire cauchemar d'une mère (Gaslit) de Colin Edward Lawrence : Olivia Whitmore

### Court métrage
- 2008 : Person Place or Nothing d'Elle Martini : Alexis
- 2010 : Inside Out de Jim O'Doherty : Katherine Taylor

### Téléfilms
- 1997 : Peur à domicile (Home Invasion) de David Jackson : Gia
- 1999 : Une fille dangereuse (The Wrong Girl) de David Jackson : Kelly Garner
- 1999 : Une locataire idéale (Stranger in My House) de Joe Cacaci : Lara Lewis
- 2000 : M.K.3 de Félix Enríquez Alcalá : d'Artagnan
- 2005 : Bitter Sweet de Del Matthew Bigtree : Elizabeth
- 2009 : House Rules de Daniel Minahan : Julia Rose
- 2010 : La Dernière Noce (Deadly Honeymoon) de Paul Shapiro : Gwen Merced
- 2018 : Prête à tout pour être reine (Mean Queen) de Philippe Gagnon : Julie Taylor

### Séries télévisées
- 1995 : Au cœur de l'enquête (Under Suspicion) : Martha Swall (saison 1, épisode 13)
- 1995 : Medicine Ball (saison 1, épisode 2)
- 1996 : L'Homme de nulle part (Nowhere Man) : Mary (saison 1, épisode 15)
- 1996 : Sliders: Logan St. Claire (saison 3, épisode 2)
- 1997 : Les Dessous de Palm Beach (Silk Stalkings) (série télévisée) : Marin Kennedy (saison 6, épisode 18)
- 1999 : Diagnostic : Meurtre (Diagnosis Murder) : l'inspectrice Taylor Lucas (saison 6, épisode 21)
- 2000 : Star Trek : Voyager : Tal Celes (2 épisodes)
- 2000-2001 : Invisible Man : Dr. Kate Easton (2 épisodes)
- 2001-2005 : JAG : Jennifer Coates (63 épisodes)
- 2002 : First Monday : Emmie (saison 1, épisode 12)
- 2007-2009 : Dirty Sexy Money : Lisa George (23 épisodes)
- 2010 : Dr House (House M.D.) : Sidney Merrick (saison 6, épisode 21)
- 2010 : Royal Pains : Kim (saison 2, épisode 6)
- 2010 : Mentalist (The Mentalist) : Marie Jarret Bajoran (saison 3, épisode 7)
- 2010 : The Whole Truth : Stephanie Concolino (saison 1, épisode 6)
- 2014-2016 : NCIS: agent spécial du NCIS Meredith « Merri » Brody (50 épisodes (3 dans NCIS & 47 dans NCIS: Nouvelle Orléans))
- 2015 : Perception : Alice Pierce / Celia (saison 3, épisode 11)
- 2016-2017 : Suits : Holly Cromwell (4 épisodes)
- 2017 : New York, unité spéciale : Dr. Fran Conway (saison 18, épisode 8)
- 2017- 2018  : Designated Survivor : Kendra Daynes (saison 2, 21 épisodes)